# أدوبي جو لايف
أنظمة أدوبي جو لايف Adobe GoLive هو تطبيق يختص بتحرير نصوص لغة رقم النص الفائق وإدارة وتنسيق مواقع الإنترنت من إنتاج أنظمة أدوبي. تم استبداله محل أدوبي بيج ميل Adobr PageMill ليكون محرر نصوص HTML الأساسي الخاص بأدوب. الإصدار التاسع هو الإصدار الأخير من جو لايف وهو غير مدمج كجزء من أدوبي كريتيف سوت 3 Adobe Creative Suite 3.
في الأصل كان جو لايف يعرف باسم سايبر ستوديو CyberStudio، أحد منتجات شركة تعرف باسم أنظمة جو لايف المحدودة GoLive Systems, Inc. ثم قامت أدوبي بشراء جو لايف في عام 1999 وقامت بعمل بعض التغييرات في المنتج جو لايف سايبر ستوديو GoLive CyberStudio وأصبح ما يعرف الآن باسم أدوبي جو لايف.الإصدارات الأولي من دريم ويفر Dreamweaver وجو لايف أُصدروا في نفس الوقت تقريباً. وعلى الرغم من ذلك أصبح دريم ويفر هو محرر نصوص HTML الأكثر الأنتشاراً في السوق، ربما بسبب أن دريم ويفر كان متاحاً للعمل على منصات نوافذ مايكروسوفت الأكثر انتشاراً في ذلك الوقت بينما كان سايبر ستوديو حتي الإصدار الرابع الذي أنتجته أدوبي فيما بعد لا يعمل إلا على منصات ماك فقط.
لا تحتوي كريتيف سوت 3 على جو لايف بسبب استبداله بدريم ويفر، على الرغم من احتواء كريتيف سوت 2 الإصدار المتميز Creative Suite Premium على كل من جو لايف CS2 ودريم ويفر 8. قامت أدوبي بإصدار جو لايف 9 كبرنامج مستقل، لكن الصفحة الرئيسية لجو لايف لا تدل على أن أدوبي قد تركت هذا المنتج لكنها تشجع مستخدميها على الإتجاه إلى دريم ويفر.